# Latarnia Cape Naturaliste
Latarnia morska na przylądku Naturaliste – latarnia znajdująca się w południowo-zachodniej części Australii. Została uruchomiona w 1904 roku.

## Historia
Zanim w tym miejscu zbudowano latarnię, około 12 statków zatonęło w okolicy z powodu silnych prądów i niebezpiecznych skał otaczających przylądek Cape Naturaliste. Budowę rozpoczęto 11 lutego 1903 roku, a zakończono 11 grudnia tego samego roku. Koszt budowy wyniósł 4800 GBP (9600 USD, ok. 529 tys. GBP w 2020). Oficjalne otwarcie miało miejsce w kwietniu 1904 roku. Wapień na latarnię i domki latarników pochodził z Bunker Bay. Wyposażenie latarni pochodziło z Birmingham w Anglii. Wszystkie części zostały dostarczone w formie zestawu i połączone razem, gdy zbudowano wieżę. Początkowo latarnię obsługiwało trzech latarników, którzy wraz z rodzinami mieszkali obok. Gdy zmieniono zasilanie na energię elektryczną w 1976 roku pozostał jeden, a od 1996 roku latarnia jest bezobsługowa.

## Latarnia
Podstawa latarni znajduje się około 110 metrów nad poziomem morza, a światło znajduje się na wysokości około 123 metrów nad poziomem morza, co daje zasięg 26 mil morskich, poza horyzont, przy bezchmurnej pogodzie. Latarnia wychodzi na Zatokę Geografa i roztacza się z niej dobry widok na Ocean Indyjski i Park Narodowy Leeuwin-Naturaliste. Z balkonu latarni od września do grudnia można obserwować wieloryby i ich młode, bawiące się w wodach poniżej podczas corocznej wędrówki.